# 小行星4406
小行星4406（英語：4406 Mahler）是一颗围绕太阳公转的小行星。1987年12月22日，佛蒙特·伯根在陶腾堡发现了此天体。
这颗小行星的绝对星等为91.32733655736175等。